# Tormod Kjellsen
Tormod Kjellsen (Larvik, 25 settembre 1894 – 27 maggio 1978) è stato un calciatore norvegese, di ruolo attaccante.

## Carriera

### Club
Kjellsen giocò con le maglie di Larvik Turn e Fram Larvik.

### Nazionale
Conta 2 presenze per la Norvegia. Esordì l'11 settembre 1910, nella sconfitta per 0-4 contro la Svezia. Questo fece di lui il più giovane calciatore a debuttare per la Nazionale norvegese, all'età di 15 anni e 351 giorni.